# 国約憲法
国約憲法（こくやくけんぽう）とは、国民代表の会議によって憲法を作成して君主（日本の場合は天皇）に承認させる手続を経る事で国民と君主間の約束事として位置づけられた憲法のこと。日本においては明治時代に自由民権論者によって唱えられ、明治政府の掲げる欽定憲法論と対立した。

## 概要
自由民権運動最中の1880年頃より、東京日日新聞や朝野新聞などで人権の擁護と天皇制の維持の両立のために、制憲のための会議を招集して憲法草案を作成し、天皇の合意を得られた国約憲法をもって憲法とすべしとの論調が張られた。
板垣退助は私擬憲法の作成意図について『我國憲政ノ由來』で次のように述べている。
東京日日新聞はは憲法制定の方法として、欽定憲法では民権を保持できず、国会みずからが制定する自定憲法では君権を侵すおそれがあるため、皇室を仰ぎかつ公衆の安寧を保護するためには国約憲法を定めなければならないと主張し、直線の代議士を召集して憲法草案について議論すべきであると唱えた。また、朝野新聞は代議士を召集して国民盟会というコンベンションを開き討議し、天皇の批准をもって国約憲法を制定すべきであると唱えた。1880年3月に開かれた国会期成同盟第1回大会は、国会を先に開設ししかる後に国民の代表による議会で憲法を制定するとの方針を、同年11月の第2回大会は、同盟に参加する各結社において憲法案を研究作成することを決めた。そのため1881年より各地で私擬憲法が作成される事になった。
国約憲法論は民間の憲法論の大勢であったが、翌年の国会開設の詔書によって憲法は欽定による方針が打ち出されたことによって、国約憲法論を公然と主張することは許されなくなり、国約憲法論は事実上挫折した。そのため憲法に関する論争は主権や憲法の諸原則をめぐるものに移っていった。